# Natalia Reyes

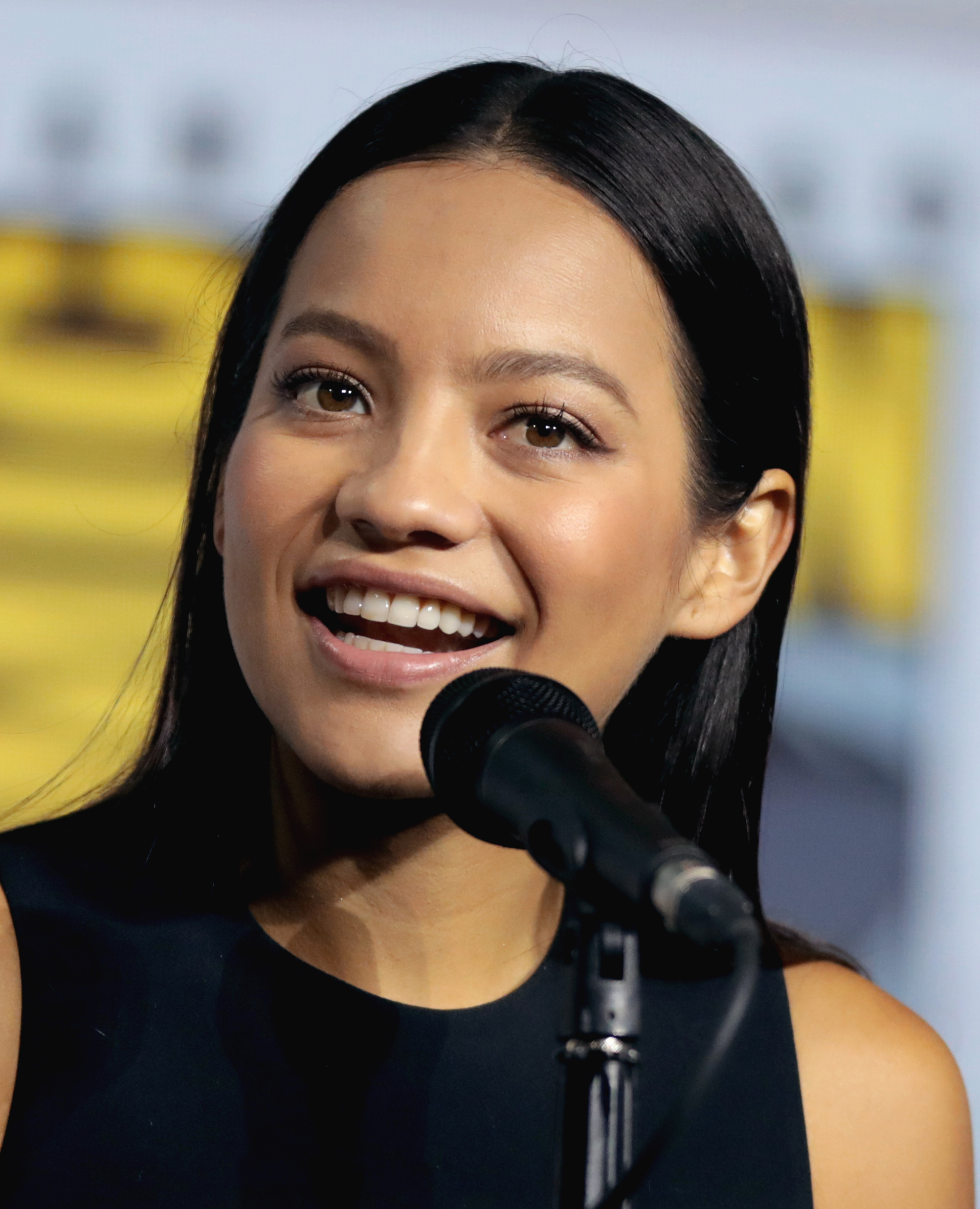
Natalia Reyes (2019)

Natalia Reyes Gaitán (* 6. Februar 1987 in Bogotá) ist eine kolumbianische Schauspielerin. Sie wirkte bis 2016 lediglich in kolumbianischen Fernsehserien und -filmen mit und übernahm auch Synchronisationsrollen. In Pickpockets: Meister im Stehlen, Running with the Devil und Terminator: Dark Fate wirkte sie in großen US-amerikanischen Produktionen mit.

## Karriere
1995 startete sie in Sabor a limón als Kinderdarstellerin. Nach elf Jahren ohne Fernsehproduktion spielte sie die Rolle der Sharon Janeth Sasá in Las profesionales, a su servicio in insgesamt drei Episoden. Es folgten weitere Rollenbesetzungen in diversen Serien des kolumbianischen Fernsehens. In dem 2014 erschienenen Animationsfilm Desterrada übernahm sie eine Sprechrolle. In insgesamt 45 Episoden übernahm sie die Rolle der Jéssica in der von 2013 bis 2015 produzierten Fernsehserie Cumbia Ninja. In Lady, La Vendedora de Rosas spielte sie 26 Episoden lang die Hauptrolle der Lady Tabares.
2016 wirkte sie in dem US-amerikanischen Spielfilm Chess mit. Sie hatte eine der Hauptrollen in Birds of Passage – Das grüne Gold der Wayuu, der es zur Vorauswahl des Bester fremdsprachiger Film der Oscarverleihung 2019 schaffte. 2019 war sie in Running with the Devil an der Seite von Hollywood-Größen wie Nicolas Cage und Laurence Fishburne zu sehen. Weitere internationale Bekanntheit erlangte sie durch den Film Terminator: Dark Fate in der Rolle der Dani Ramos.

## Filmografie
- 1995: Sabor a limón (Fernsehserie)
- 2006: Las profesionales, a su servicio (Fernsehserie, 3 Episoden)
- 2008: Isa TKM (Fernsehserie)
- 2008: Muñoz vale por 2 (Fernsehserie, 45 Episoden)
- 2009: Bermúdez (Fernsehserie, Episode 1x80)
- 2009: Pandillas guerra y paz (Fernsehserie, Episode 1x01)
- 2009: El elefante rojo (Kurzfilm)
- 2013: A Mano Limpia (Fernsehserie, Episode 2x122)
- 2013–2015: Cumbia Ninja (Fernsehserie, 45 Episoden)
- 2014: Desterrada (Animationsfilm, Synchronisation)
- 2014: Dulce Amor (Fernsehserie, Episode 1x01)
- 2015: Anthropos (Fernsehfilm)
- 2015: Queda la Tarde (Kurzfilm)
- 2015: Lady, La Vendedora de Rosas (Fernsehserie, 26 Episoden)
- 2016: Chess
- 2016–2017: 2091 (Fernsehserie, 12 Episoden)
- 2018: Pickpockets: Meister im Stehlen (Pickpockets: Maestros del robo)
- 2018: Birds of Passage
- 2018: Brakland
- 2018: Unsere Toten (Nuestros muertos, Kurzfilm)
- 2019: Running with the Devil
- 2019: Terminator: Dark Fate
- 2020: Sumergible
- 2025: Shadow Force – Die letzte Mission (Shadow Force)